# Verdrag chemische wapens
Het Verdrag chemische wapens CWC, Chemical Weapons Convention, voluit: Convention on the Prohibition of the Development, Production, Stockpiling and Use of Chemical Weapons and on Their Destruction, behelst een wereldwijd verbod op het gebruik en het in voorraad hebben van chemische wapens. Het verdrag kwam op de Conferentie van ontwapening van 3 september 1992 in Genève tot stand, is op 13 januari 1993 in Parijs ondertekend en werd op 29 april 1997 van kracht. De Organisatie voor het Verbod op Chemische Wapens (OPCW) houdt toezicht op de naleving van het verdrag.

## Doel
Het Verdrag chemische wapens is gericht op het uitbannen van de dreiging die uitgaat van chemische wapens. Hiertoe zijn in het verdrag verbods- en vernietigingsbepalingen opgenomen op de ontwikkeling, productie, het bezit, de opslag, overdracht en het gebruik van chemische wapens. 
Het is een unieke multilaterale ontwapeningsovereenkomst, vanwege de bijzondere diep ingrijpende inspectiebepalingen. De Verdragsstaten verplichten zich, overeenkomstig de bepalingen van het verdrag, om de chemische wapenvoorraden die zij eventueel bezitten op een milieuvriendelijke manier te vernietigen en stringente voorwaarden te stellen aan productie en gebruik van bepaalde chemicaliën in de industrie en handel. Het verdrag maakt deel uit van het mondiale systeem tegen de proliferatie van massavernietigingswapens.

## Hoofdlijnen
- verbod op de ontwikkeling, productie, verwerving, opslag, bezit en overdracht, dus de in- of uitvoer, van chemische wapens
- verbod op het gebruik van chemische wapens
- verbod op voorbereidingen gericht op militair gebruik van chemische wapens
- verbod op het verlenen van hulp bij, of het aanmoedigen tot, activiteiten die verboden zijn bij het verdrag
- vereiste kennisgeving over alle chemische wapens, het toelaten van inspecties ter controle van de opgegeven informatie en de verplichting om binnen 10 jaar alle chemische wapens te vernietigen
- verplichting om in verdragsstaten achtergelaten chemische wapens op te ruimen, daarvoor apparatuur en expertise beschikbaar te stellen, en de daaraan verbonden kosten te dragen
- bijstand en bescherming bij een aanval met chemische wapens op een verdragsstaat
- kennisgevingsverplichting voor chemische bedrijven die stoffen vervaardigen of verwerken die kunnen worden aangewend voor de ontwikkeling van chemische wapens
- routine-inspecties van aangemelde chemische bedrijven
- mogelijkheid uitdagingsinspecties te houden, indien daar aanleiding toe is, op aanvraag van een verdragsstaat die een andere verdragsstaat verdenkt van schending van verdragsbepalingen
- mogelijkheid bijzonder ernstige gevallen van schending van het verdrag onder de aandacht te brengen van de Algemene Vergadering van de Verenigde Naties en van de Veiligheidsraad

## Uitvoering van het verdrag

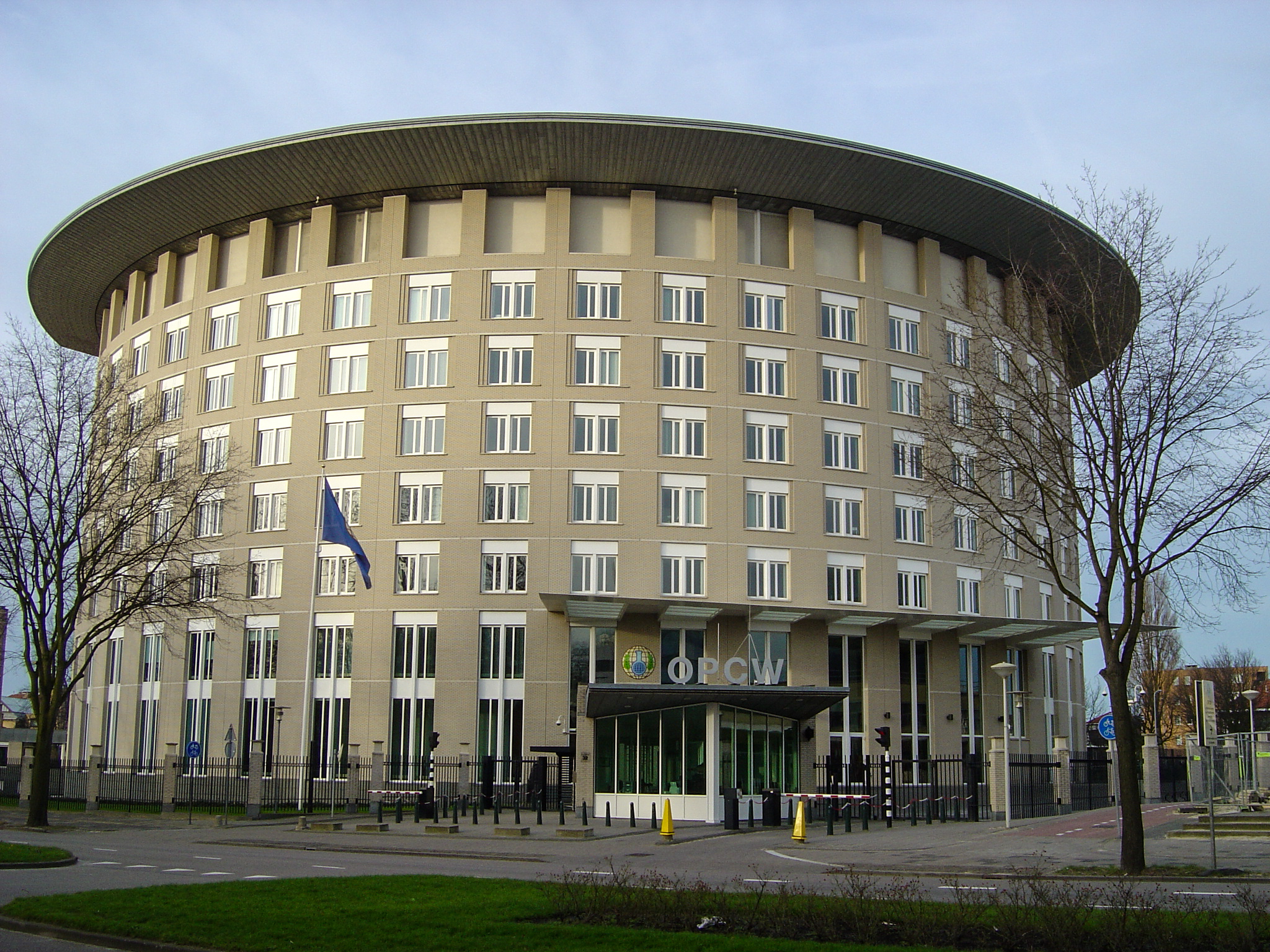
Hoofdkwartier van de OPCW in Den Haag

De Organisatie voor het Verbod op Chemische Wapens of Organization for the Prohibition of Chemical Weapons (OPCW) ziet toe op de uitvoering van het verdrag. Alle landen die het verdrag hebben geratificeerd zijn automatisch lidstaten van de OPCW. Het hoofdkantoor van de OPCW is gevestigd in Den Haag.

### Lijsten van stoffen
In het verdrag zijn drie lijsten van giftige stoffen en hun precursors opgenomen, opgesteld door de OPCW. Dit zijn chemische stoffen waarvan wordt aangenomen dat die op enige manier bij de productie van chemische wapens kunnen worden gebruikt.
1. Stoffen die vrijwel uitsluitend als chemische wapens kunnen worden gebruikt zoals bepaalde fosfonfluoridaten, waaronder sarin en soman, fosforamidocyanidaten, waaronder tabun, fosfonthiolaten, waaronder VX, mosterdgassen, lewisieten, saxitoxine en ricine
2. Bredere groep minder giftige stoffen en precursors, die vaak ook voor andere doeleinden kunnen worden gebruikt dan voor de productie van chemische wapens, waaronder arseentrichloride
3. Giftige stoffen of precursors voor chemische wapens die ook in grote hoeveelheden in de chemische industrie worden gebruikt, zoals fosgeen en waterstofcyanide

Er zijn door de OPCW richtlijnen opgesteld om te bepalen welke stoffen dienen te worden opgenomen in respectievelijk Lijst 1 (Schedule 1), Lijst 2 (Schedule 2) of Lijst 3 (Schedule 3) van de Bijlage inzake stoffen in het verdrag. Productie van stoffen uit de lijsten moet door de aangesloten landen jaarlijks worden opgegeven en de installaties waar de stoffen worden gemaakt kunnen worden geïnspecteerd door de OPCW.

## Situatie in Nederland
Nederland bezit geen chemische wapens, maar wel worden in het Prins Maurits Laboratorium in Rijswijk conform het verdrag op kleine schaal stoffen die op Lijst 1 staan voor onderzoeksdoeleinden gemaakt. De verplichtingen en gevolgen van het Verdrag beperken zich in Nederland, inclusief Aruba, Curaçao en Sint Maarten dan ook hoofdzakelijk tot de civiele sector, te weten de chemische industrieën en handelaren in chemische producten.
Nederland is gastland voor het hoofdkwartier van de OPCW, dat gevestigd is te Den Haag, en heeft daarvoor een zetelovereenkomst afgesloten.
De Permanente Vertegenwoordiging van Nederland bij de organisatie is sinds 1997 gevestigd in het ministerie van Buitenlandse Zaken in Den Haag

## Deelnemende staten

Aangesloten landen
landen met de beschikking over chemische wapens

De volgende staten hebben het Verdrag chemische wapens geratificeerd:
- Afghanistan
- Albanië
- Algerije
- Andorra
- Angola
- Antigua en Barbuda
- Argentinië
- Albanië
- Australië
- Azerbeidzjan
- Bahama's
- Bahrein
- Bangladesh
- Barbados
- België
- Belize
- Benin
- Bhutan
- Bolivia
- Bosnië en Herzegovina
- Botswana
- Brazilië
- Brunei
- Bulgarije
- Burkina Faso
- Burundi
- Cambodja
- Canada
- Centraal-Afrikaanse Republiek
- Chili
- China
- Colombia
- Comoren
- Congo-Brazzaville
- Congo-Kinshasa
- Cookeilanden
- Costa Rica
- Cuba
- Cyprus
- Denemarken
- Djibouti
- Dominica
- Dominicaanse Republiek
- Duitsland
- Ecuador
- El Salvador
- Equatoriaal-Guinea
- Eritrea
- Estland
- Ethiopië
- Fiji
- Filipijnen
- Finland
- Frankrijk
- Gabon
- Gambia
- Georgië
- Ghana
- Grenada
- Griekenland
- Guatemala
- Guinee
- Guinee-Bissau
- Guyana
- Haïti
- Honduras
- Hongarije
- Ierland
- IJsland
- India
- Indonesië
- Irak
- Iran
- Italië
- Ivoorkust
- Jamaica
- Japan
- Jemen
- Jordanië
- Kaapverdië
- Kameroen
- Kazachstan
- Kenia
- Kirgizië
- Kiribati
- Koeweit
- Kroatië
- Laos
- Lesotho
- Letland
- Libanon
- Liberia
- Libië
- Liechtenstein
- Litouwen
- Luxemburg
- Madagaskar
- Malawi
- Malediven
- Maleisië
- Mali
- Malta
- Marokko
- Marshalleilanden
- Mauritanië
- Mauritius
- Mexico
- Micronesië
- Moldavië
- Monaco
- Mongolië
- Montenegro
- Mozambique
- Myanmar
- Namibië
- Nauru
- Nederland
- Nepal
- Nicaragua
- Nieuw-Zeeland
- Niger
- Nigeria
- Niue
- Noord-Macedonië
- Noorwegen
- Oeganda
- Oekraïne
- Oezbekistan
- Oman
- Oostenrijk
- Oost-Timor
- Pakistan
- Palau
- Palestina
- Panama
- Papoea-Nieuw-Guinea
- Paraguay
- Peru
- Polen
- Portugal
- Qatar
- Roemenië
- Rusland
- Rwanda
- Saint Kitts en Nevis
- Saint Lucia
- Saint Vincent en de Grenadines
- Salomonseilanden
- Samoa
- San Marino
- Sao Tomé en Principe
- Saoedi-Arabië
- Senegal
- Servië
- Seychellen
- Sierra Leone
- Singapore
- Slovenië
- Slowakije
- Soedan
- Somalië
- Spanje
- Sri Lanka
- Suriname
- Swaziland
- Syrië
- Tadzjikistan
- Tanzania
- Thailand
- Togo
- Tonga
- Trinidad en Tobago
- Tsjaad
- Tsjechië
- Tunesië
- Turkije
- Turkmenistan
- Tuvalu
- Uruguay
- Vanuatu
- Vaticaanstad
- Venezuela
- Verenigd Koninkrijk
- Verenigde Arabische Emiraten
- Verenigde Staten
- Vietnam
- Wit-Rusland
- Zambia
- Zimbabwe
- Zuid-Afrika
- Zuid-Korea
- Zweden
- Zwitserland

Dat zijn 193 landen. Twee landen zijn op dit moment nog niet toegetreden: Noord-Korea en Egypte.

### Israël
Onder druk van de VS ondertekende Israël op 13 January 1993 het Verdrag, in de hoop invloed te kunnen uitoefenen op het punt van inspecties. Uit vrees ook inspecties op zijn nucleaire complex in Dimona te moeten toelaten, geratificeerde Israël het Verdrag niet. Het kabinet van Benjamin Netanyahu besloot stilletjes het Verdrag niet voor te leggen aan het parlement en een afwachtende houding aan te nemen.